# R. H. Bruce Lockhart
Robert Bruce Hamilton Lockhart (2. září 1887 – 27. února 1970 Londýn) byl skotský novinář a diplomat, svědek VŘSR. Disponoval titulem Sir.

## Dílo
- Cesta ke slávě
- Ústup ze slávy
- Návrat do Malajska
- Přichází zúčtování
- Britský agent
- Jan Masaryk[4]